# Groothertogdom Saksen-Weimar-Eisenach
Het groothertogdom Saksen-Weimar-Eisenach was van 1815 tot 1918 een groothertogdom in de huidige Duitse deelstaat Thüringen.

## Geschiedenis
Het groothertogdom Saksen-Weimar-Eisenach ontstond toen het hertogdom Saksen-Weimar-Eisenach tijdens het Congres van Wenen tot groothertogdom verheven werd. Het huwelijk van Karel Frederik van de troonopvolger van de tot groothertog verheven Karel August, met de Russische grootvorstin Maria Paulowna in 1804 bracht het land onder de bescherming van tsaar Alexander I, die het nodig had in de strijd tegen Napoleon. Onder zijn invloed werd Saksen-Weimar-Eisenach op het Congres van Wenen in 1815 verheven tot groothertogdom en ontving het omvangrijke nieuwe grondgebieden. Groothertogin Maria Paulowna was verantwoordelijk voor het zogenaamde "Zilveren Tijdperk" van Weimar door haar omgang met musici als Franz Liszt en Peter Cornelius.
Karel Frederik regeerde in de geest van zijn vader, maar kon onrust in het revolutiejaar 1848 niet voorkomen. Hij benoemde de oppositieleider Oskar von Wydenbrugk tot premier en hervormde in 1849 de regering op liberale wijze. Onder zijn opvolger Karel Alexander, die was gehuwd met prinses Sophie der Nederlanden, nam Saksen-Weimar-Eisenach in 1866 aan Pruisische zijde deel aan de Pruisisch-Oostenrijkse Oorlog, trad het toe tot de Noord-Duitse Bond en in 1871 tot het Duitse Keizerrijk. Zijn opvolger Willem Ernst moest op 9 november 1918 aftreden. Na de ʽNovemberrevolutieʼ van 1918 werd het groothertogdom omgevormd tot de ʽvrijstaat Saksen-Weimar-Eisenachʼ.

## Territorium
In 1815 werd het gebied uitgebreid met de ambten Geisa en Dermbach van het voormalige prinsbisdom Fulda, de ambten Frauensee en Vacha van Hessen-Kassel, de ambten Atzmannsdorf en Tonndorf, het slot Vippach en de dorpen Stooternheim en Schwerborn (van het voormalige keurvorstendom Mainz (Erfurt).
Volgens artikel 39 van de Wiener Schlussakte kreeg Saksen-Weimar-Eisenach van Pruisen:
- de heerlijkheid Blankenhain met uitzondering van het ambt Wandersleben (oorspronkelijk een deel van de heerlijkheid Unter-Gleichen van het keurvorstendom Mainz)
- de heerlijkheid Nieder-Kranichfeld
- de commanderijen van de Duitse orde Zwätzen, Lehesten en Liebstädt (deel ambt Eckartsbergen)
- het ambt Tautenburg, uitgezonderd Droizen, Görschen, Wethalung, Wetterscheid en Möllschutz
- het dorp Remmsla met Klein Brembach en Berlstadt (exclaves van Erfurt)
- het eigendom van de dorpen Bischofsroda en Probsteizella (soevereiniteit was al in het bezit van Saksen-Weimar)
- een deel van de Neustädter Kreis (Neustadt, Weida, Arnshaugk) van het koninkrijk Saksen.

De oppervlakte van het land was toegenomen van 36 naar 66 vierkante mijl. Er werden drie Kreisen gevormd: Eisenach, Weimar en Neustadt.
In 1821 werd het land nog uitgebreid doordat het ambt Oldisleben verenigd werd met de staat Saksen-Weimar. In 1912 werd Niederkranichfeld aan Saksen-Meiningen afgestaan in ruil voor een andere gebied.
Saksen-Weimar-Eisenach was met zijn 3.610 km² verreweg de grootste van de Thüringse staten. Het bestond uit drie grotere delen en daarnaast nog 24 kleinere exclaves. Het land was verdeeld in vijf districten:
- Weimar met onder andere de steden Bad Berka en Blankenhain en de exclaves Ilmenau en Bösleben
- Apolda met onder andere de steden Jena en Bad Sulza en de exclaves Klein Kröbitz, Allstedt en Oldisleben
- Eisenach met onder andere de steden Ruhla en Creuzburg en de exclave Seebach
- Dermbach met onder andere de steden Lengsfeld en Vacha en de exclaves Ostheim vor der Rhön en Zillbach
- Neustadt an der Orla met onder andere de steden Triptis en Weida en de exclaves Russdorf, Teichwolframsdorf en Förthen

## Titels
- In 1842: Grossherzog von Sachsen-Weimar-Eisenach, Landgraf in Thüringen, Markgraf zu Meissen, gefürsteter Graf zu Henneberg, Herr zu Blankenhain, Neustadt und Tautenburg.
- In 1908: Grossherzog von Sachsen, Landgraf von Thüringen, Markgraf von Meissen, Gefürstete Graf von Henneberg, Herr von Blankenhain, Neustadt und Tautenburg.

## Heersers
- 1815-1828: Karel August
- 1828-1853: Karel Frederik
- 1853-1901: Karel Alexander
- 1901-1918: Willem Ernst